# Gletsjerboterbloem
De gletsjerboterbloem of gletsjerranonkel (Ranunculus glacialis) is een overblijvende plant uit de ranonkelfamilie (Ranunculaceae) die te vinden is in de alpiene zone van de Europese hooggebergtes en in Noord-Europa.

## Naamgeving en etymologie
De botanische naam Ranunculus is afgeleid van het Latijnse rana (kikker) en betekent 'kleine kikker', naar de voorkeur van waterranonkels voor waterrijke standplaatsen. De soortaanduiding glacialis is eveneens Latijn en betekent 'bevroren'. Synoniemen zijn Beckwithia glacialis (L.) Á.Löve & D.Löve, Hecatonia glacialis (L.) Schur en Oxygraphis gelidus (Hoffmanns. ex Rchb.) O.Schwarz.

## Kenmerken
De gletsjerboterbloem is een overblijvende, kruidachtige plant, met een tot 15 cm lange, onvertakte of weinig vertakte bloemstengel met één of twee bloemen. De bladeren zijn drietallig met diep ingesneden, zittende of kortgesteelde bladlobben, onderaan stomp, bovenaan bijna lijnvormig, kaal, vlezig, met hoekige tanden.
De bloemen zijn radiaal symmetrisch, tot 40 mm in doorsnede. De kelkblaadjes zijn bedekt met purperbruine haren. De vijf kroonblaadjes zijn wit, roze of purperachtig, breed uitlopend aan de top, omgeven door een membraan. De plant bloeit van juli tot augustus.
De vrucht is een hoofdje van talrijke nootjes, glad en onbehaard, zijdelings samengedrukt, met een gevleugelde top en een recht snaveltje.

## Habitat en verspreiding
De gletsjerboterbloem groeit voornamelijk op stenige, onstabiele en vochtige plaatsen op silicaatrijke bodem, zoals op steengruis en morenes onder of nabij gletsjers, in de alpiene zone van het hooggebergte. Het is voor de Alpen een van de hoogst groeiende planten, die tot boven de 4.000 m te vinden is.
De plant kent een alpien-boreale verspreiding, ze komt voor in de Alpen, Pyreneeën, Karpaten en de Sierra Nevada, en eveneens in Scandinavië, IJsland, de Faeröer, Jan Mayen, Spitsbergen en oostelijk Groenland. In Frankrijk is de plant te vinden in de departementen Savoie, Haute-Savoie, Isère, Drôme, Hautes-Alpes, Alpes-de-Haute-Provence en Alpes-Maritimes, en in de oostelijke en centrale Pyreneeën.
... · 
R. acris (Scherpe boterbloem) · 
R. aquatilis (Fijne waterranonkel) · 
R. aquatilis var. aquatilis · 
R. aquatilis var. diffusus (Haarbladwaterranonkel) · 
R. arvensis (Akkerboterbloem) · 
R. auricomus (Gulden boterbloem) · 
R. baudotii (Zilte waterranonkel) · 
R. bulbosus (Knolboterbloem) · 
R. circinatus (Stijve waterranonkel) · 
R. flammula (Egelboterbloem) · 
R. fluitans (Vlottende waterranonkel) · 
R. glacialis (Gletsjerboterbloem) · 
R. gramineus (Grasbladige boterbloem) · 
R. hederaceus (Klimopwaterranonkel) · 
R. kuepferi · 
R. lingua (Grote boterbloem) · 
R. lyallii · 
R. ololeucos (Witte waterranonkel) · 
R. omiophyllus (Drijvende waterranonkel) · 
R. peltatus (Grote waterranonkel) · 
R. penicillatus (Penseelbladige waterranonkel) · 
R. platanifolius (Witte boterbloem) · 
R. polyanthemos · 
R. polyanthemos subsp. nemorosus (Bosboterbloem) · 
R. polyanthemos subsp. polyanthemoides (Kalkboterbloem) · 
R. pygmaeus (Dwergboterbloem) · 
R. pyrenaeus (Pyrenese boterbloem) · 
R. repens (Kruipende boterbloem) · 
R. sardous (Behaarde boterbloem) · 
R. sceleratus (Blaartrekkende boterbloem) · 
R. trichophyllus (Kleine waterranonkel) · 
R. thora (Gifboterbloem) · 
R. tripartitus (Driedelige waterranonkel) · 
...